# Stare decisis
Stare decisis (szerzej: stare decisis et non quieta movere, czyli: pozostań przy podjętej decyzji) – łacińska zasada, która w systemie prawa common law oznacza, że wcześniejsze decyzje sądów muszą być przestrzegane przez sędziów orzekających w sprawach późniejszych.
Zasada stare decisis powoduje, że:
- Decyzja sądu wyższej instancji jest wiążąca dla sądów niższej instancji. Wyrok sądu apelacyjnego jest wiążący dla sądów mu podległych i niego samego. Wyrok sądu najwyższego jest wiążący dla sądów mu podległych i nie wiążący dla niego samego.
- Sąd nie powinien zmieniać swoich własnych decyzji, chyba że istnieje ku temu ważna przyczyna[2].

Jest ona gwarancją ciągłości prawa i przewidywalności orzeczeń. Nie oznacza to jednak, że nie stosuje się wyjątków od tej zasady, ponieważ ich brak mógłby skutkować, z jednej strony, niemożnością odejścia od złych decyzji, z drugiej zaś, permanentnym obowiązywaniem skostniałych przepisów. Do takich wyjątków należą overruling (unieważnienie precedensu) oraz distinguishing (wyróżnienie precedensu).
Przykładem odejścia od zasady stare decisis jest np. w USA orzeczenie Sądu Najwyższego USA Plessy v. Ferguson (1896) – usankcjonowało ono zasadę separate but equal, czyli system segregacji rasowej. Zostało uchylone wyrokiem w sprawie Brown v. Board of Education (1954). Po szeregu spraw związanych z równouprawnieniem afroamerykanów SN USA orzekł, że jeśli wszyscy są równi wobec prawa (a tak stanowi Konstytucja USA), to zasada separate but equal nie ma prawa obowiązywać. Tym samym po ponad 50 latach zniesiono segregację rasową.
Zasada stare decisis nie jest z zasady stosowana w krajach, w których panuje system prawa kontynentalnego. Uważa się bowiem, że narusza ona niezawisłość sędziów oraz zasadę, że podlegają oni tylko ustawie, a także pośrednio wkracza w kompetencję legislatur do tworzenia prawa. Jednakowoż większość tych systemów uznaje zasadę jurisprudence constante, która głosi, że pomimo swej niezawisłości sędziowie powinni wyrokować w przewidywalny i nie chaotyczny sposób.
Zasada stare decisis wygląda również odmiennie w Stanach Zjednoczonych i Wielkiej Brytanii. W tych pierwszych jej działanie komplikuje podwójny system sądowy (sądownictwo stanowe i federalne).